# محمد فرح عيديد
الجنرال محمد فرح عيديد جاراد المعروف شعبيا باسم الجنرال عيديد (15 ديسمبر 1934 - 1 أغسطس 1996)، كان ضابط عسكري ودبلوماسي صومالي.
تلقى تعليمه في روما وموسكو وعمل أولا كقائد في قوة الشرطة الاستعمارية الإيطالية ثم كعميد في الجيش الوطني الصومالي. أصبح في النهاية رئيسا لمؤتمر الصومال الموحد وبعد فترة وجيزة التحالف الوطني الصومالي. جنبا إلى جنب مع جماعات المعارضة المسلحة الأخرى نجح في الإطاحة بنظام الرئيس سياد بري الذي دام 22 عام بعد اندلاع الحرب الأهلية الصومالية في عام 1991.
كان عيديد يطمح إلى رئاسة الحكومة الصومالية الجديدة وبدأ في البحث عن تحالفات واتحادات مع منظمات سياسية عسكرية أخرى من أجل تشكيل حكومة وطنية.
في أعقاب هجوم 5 يونيو 1993 على الباكستانيين تم إلقاء اللوم على الجيش الوطني الصومالي - وبالتالي عيديد - في مقتل 25 من قوات حفظ السلام التابعة للأمم المتحدة في الصومال الثانية مما جعله أحد أوائل "الرجال المطلوبين" للأمم المتحدة. بعد غارة منزل عبدي التي قادتها الولايات المتحدة في 12 يوليو 1993 والتي أسفرت عن مقتل العديد من الأعضاء البارزين في عشيرته هبر جدير بدأ عيديد في استهداف القوات الأمريكية عمدا لأول مرة. رد الرئيس بيل كلينتون بتنفيذ عملية الثعبان القوطي ونشر قوة دلتا وقوة المهام رينجر للقبض عليه. أدى ارتفاع معدل الخسائر الأمريكية في معركة مقديشو التي تلت ذلك في 3-4 أكتوبر 1993 إلى توقف مهمة الأمم المتحدة التي استمرت أربعة أشهر.
في عام 1995 أعلن عيديد نفسه رئيسا للصومال. قُتل في العام التالي في مقديشو في 1 أغسطس 1996 عن عمر يناهز 61 عام.

## النشأة
ولد عيديد عام 1934 في بلد وين بأرض الصومال الإيطالي. وهو من عشيرة حبار جيدير من عشيرة هوية الكبرى. وخلال فترة الإدارة العسكرية البريطانية انتقل إلى جالكعيو في منطقة مدج للإقامة مع ابن عمه وهو شرطي كان يعلم عيديد الكتابة والتحدث باللغة الإيطالية.
بعد فترة وجيزة وخلال فترة وصاية الأمم المتحدة التي حكمتها إيطاليا التحق عيديد الشاب بفيلق شرطة الصومال وفي عام 1954 أُرسل إلى إيطاليا للتدريب في مدرسة مشاة في روما وبعد ذلك عين للعمل تحت إشراف العديد من ضباط الشرطة الصوماليين رفيعي المستوى. في عام 1958 شغل عيديد منصب رئيس الشرطة في مقاطعة بنادر وفي العام التالي عاد إلى إيطاليا لتلقي المزيد من التعليم. في عام 1960 حصلت الصومال على استقلالها وانضم عيديد إلى الجيش الوطني الصومالي الذي تم تشكيله حديثا. تمت ترقيته إلى رتبة ملازم وأصبح ياور للواء داود عبد الله حرسي أول قائد للجيش الوطني الصومالي.
بعد أن تم الاعتراف بعيديد كضابط مؤهل تأهيلا عاليا تم اختياره لدراسة العلوم العسكرية المتقدمة في أكاديمية فرونزي العسكرية في الاتحاد السوفيتي لمدة ثلاث سنوات وهي مؤسسة نخبوية مخصصة لأكثر الضباط تأهيلا في جيوش حلف وارسو وحلفائهم.

### انقلاب أكتوبر 1969 والسجن وحرب أوجادين
في عام 1969 وبعد أيام قليلة من اغتيال الرئيس الصومالي عبد الرشيد علي شرماركي استغل المجلس العسكري المعروف باسم المجلس الثوري الأعلى بقيادة اللواء محمد سياد بري حالة الفوضى وقام بانقلاب غير دموي على الحكومة الصومالية المنتخبة ديمقراطيا. في ذلك الوقت كان عيديد يخدم برتبة مقدم في الجيش مع الفرقة 26 في هرجيسا. وكان أيضا رئيس العمليات في المناطق الوسطى والشمالية من الصومال. بعد الاغتيال تم إعفاؤه من مهامه وتم استدعاؤه إلى مقديشو لقيادة القوات التي تحرس دفن الرئيس المتوفى. وبحلول نوفمبر 1969 كان قد وقع بسرعة تحت شكوك كبار أعضاء المجلس الثوري الأعلى بما في ذلك بري. بدون محاكمة تم احتجازه لاحقا في سجن مانديرا مع العقيد عبد الله يوسف أحمد لمدة ست سنوات تقريبا. كان يُنظر إلى عيديد ويوسف على نطاق واسع على أنهما ضابطان طموحان سياسيا وشخصيات محتملة في محاولة انقلاب مستقبلية. ادعى عيديد أن سجنه كان نتيجة لتشجيع الرئيس بري على نقل السلطة من الجيش الصومالي إلى تكنوقراط مدنيين.
تم إطلاق سراح عيديد في النهاية في أكتوبر 1975 وعاد إلى الخدمة في الجيش الوطني الصومالي للمشاركة في حرب أوجادين 1977-1978 ضد إثيوبيا. أثناء الحرب تمت ترقيته إلى رتبة عميد وأصبح مساعدا للرئيس محمد سياد بري. كان العميد عيديد واللواء جاليل ومقرهما في هرجيسا يقودان الفرقة 26 على جبهة دير داوا. بعد الحرب وبعد أن خدم بتميز عمل عيديد كموظف رئاسي لدى بري قبل تعيينه وزيرا للمخابرات.

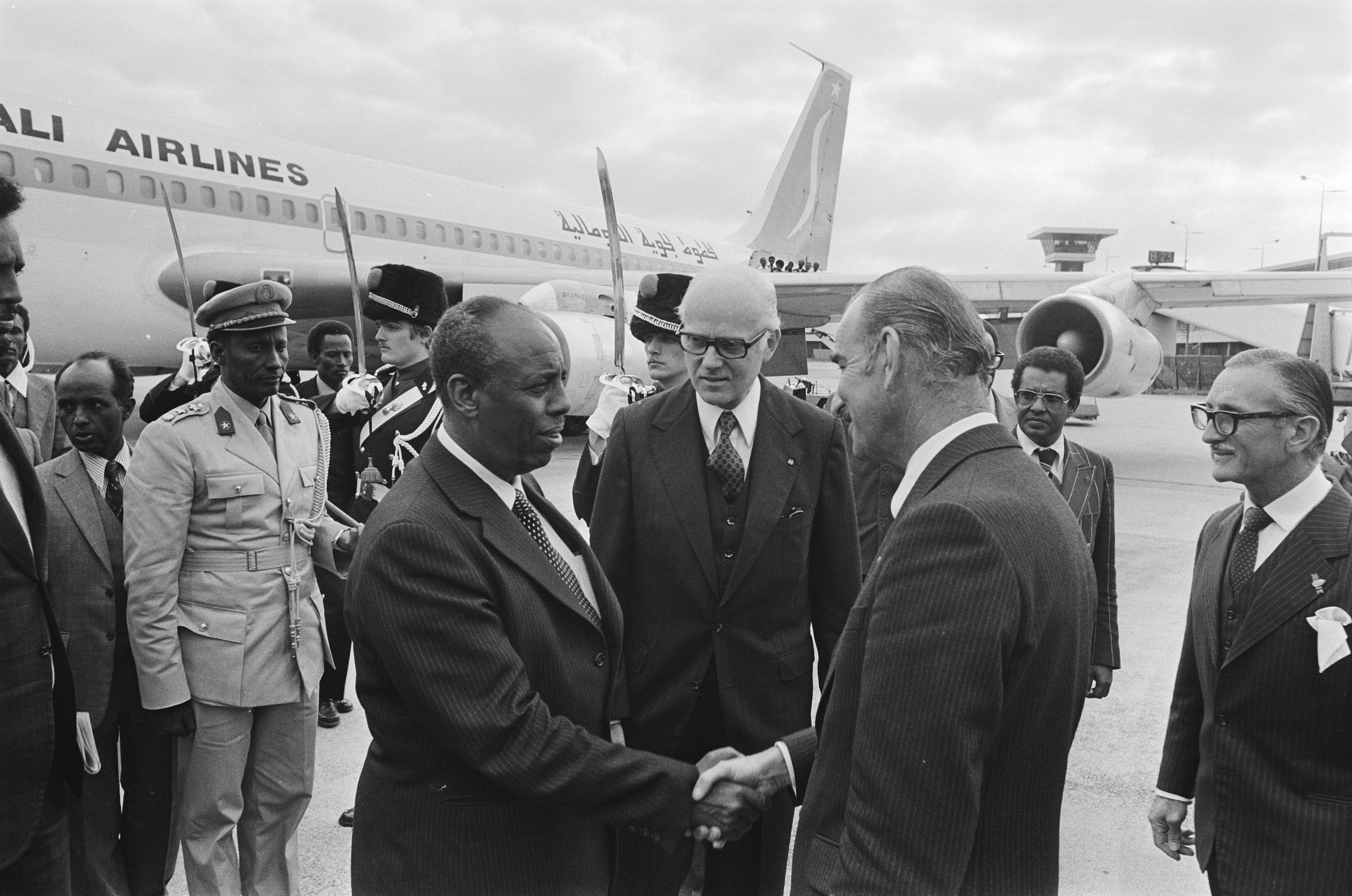
العميد عيديد (يسار) والرئيس بري يلتقيان وزير الخارجية الهولندي كريس فان دير كلاو في هولندا عام 1978.

تحت ضغط من الرئيس بري أعطى عيديد ضمانا مكتوبا في عام 1978 بأن العقيد عبد الله يوسف لن يحاول القيام بانقلاب. استمر يوسف في انتهاك التعهد في محاولة انقلاب فاشلة وهرب إلى إثيوبيا. تُرك عيديد تائها ولكن تم إنقاذه من قبل حليف رفيع المستوى في النظام وبالتالي تم إنقاذه من أي عقاب.

## التمرد الصومالي والحرب الأهلية
في عام 1979 عين بري عيديد في البرلمان ولكن في عام 1984 بعد أن اعتبره منافسا محتملا أرسله إلى الهند بتعيين عيديد سفيرا للصومال.
كان يستغل وقته في البلاد لحضور محاضرات متكررة في جامعة دلهي وبمساعدة المحاضرين الهنود في جامعة دلهي أكمل ثلاثة كتب (رؤية الصومال، التنمية المستقبلية المفضلة في الصومال والصومال من فجر الحضارة الإنسانية إلى اليوم).

### المؤتمر الصومالي الموحد
بحلول أواخر الثمانينيات أصبح نظام بري غير محبوب على نحو متزايد. واتخذت الدولة خطا متشددا على نحو متزايد وظهرت التمردات التي شجعتها إدارة ديرج الشيوعية في إثيوبيا في جميع أنحاء البلاد. وباعتباره عضوا في عشيرة هاويي ومسؤولا حكوميا رفيع المستوى وجنديا متمرسا اعتبر عيديد خيارا طبيعيا للمساعدة في قيادة الحملة العسكرية للمؤتمر الصومالي الموحد ضد النظام وسرعان ما أقنع بمغادرة نيودلهي والعودة إلى الصومال.
انشق عيديد عن السفارة في الهند في عام 1989 ثم غادر البلاد للانضمام إلى المعارضة المتنامية ضد نظام بري. وبعد انشقاقه تلقى دعوة من الرئيس الإثيوبي منغستو هيلا مريام الذي منح عيديد الإذن بإنشاء وإدارة عملية عسكرية للمؤتمر الصومالي الموحد من الأراضي الإثيوبية. من معسكرات القاعدة بالقرب من الحدود الصومالية الإثيوبية بدأ في توجيه الهجوم العسكري النهائي لمؤتمر الصومال الموحد الذي تم تشكيله حديثا للاستيلاء على مقديشو والإطاحة بالنظام.
انقسم مؤتمر الصومال الموحد في ذلك الوقت إلى ثلاثة فصائل: مؤتمر الصومال الموحد في روما ومؤتمر الصومال الموحد في مقديشو ثم تبعه مؤتمر الصومال الموحد في إثيوبيا حيث لم يكن أي من الموقعين السابقين منصة إطلاق مناسبة للإطاحة بنظام بري. عارض علي مهدي محمد وهو عضو مؤثر في المؤتمر والذي أصبح فيما بعد المنافس الرئيسي لعيديد تورط عيديد في مؤتمر الصومال الموحد ودعم فصيل روما في المؤتمر الذي استاء أيضا من عيديد. ظهرت أولى العلامات الخطيرة للانقسامات داخل مؤتمر الصومال الموحد في يونيو 1990 عندما رفض مهدي وفصيل مؤتمر الصومال الموحد في روما انتخاب عيديد لرئاسة مؤتمر الصومال الموحد متنازعا على صحة التصويت. في نفس الشهر واصل عيديد تشكيل تحالف عسكري مع الحركة الوطنية الصومالية الشمالية والحركة الوطنية الصومالية. في أكتوبر 1990 وقعت الحركة الوطنية الصومالية والحركة الوطنية الصومالية وحزب المؤتمر الصومالي الموحد اتفاقا بعدم إجراء محادثات سلام حتى الإطاحة الكاملة والشاملة بنظام بري. كما وافقوا على تشكيل حكومة مؤقتة بعد إقالة بري ثم إجراء انتخابات.
وبحلول نوفمبر 1990 أقنعت أنباء اجتياح قوات الحزب الصومالي الموحد بقيادة الجنرال عيديد لجيش الرئيس سياد بري الحادي والعشرين في مناطق مودوج وجلجدود وهيران العديد من الناس بأن الحرب في مقديشو وشيكة مما دفع السكان المدنيين في المدينة إلى البدء في تسليح أنفسهم بسرعة. أدى هذا إلى جانب تصرفات المنظمات المتمردة الأخرى في نهاية المطاف إلى اندلاع الحرب الأهلية الصومالية بالكامل والتفكك التدريجي للقوات المسلحة الصومالية والإطاحة بنظام بري في مقديشو في 26 يناير 1991. وفي أعقاب الفراغ في السلطة الذي خلفه سقوط بري بدأ الوضع في الصومال يخرج عن نطاق السيطرة بسرعة وبدأت الفصائل المتمردة لاحقا في القتال من أجل السيطرة على بقايا الدولة الصومالية. والأمر الأكثر أهمية هو أن الانقسام بين الفصيلين الرئيسيين في المؤتمر الصومالي الموحد بقيادة عيديد ومنافسه علي مهدي من شأنه أن يؤدي إلى قتال خطير وتدمير مساحات شاسعة من مقديشو نتيجة لمحاولة كلا الفصيلين فرض سيطرتهما على المدينة.
ادعى كل من علي مهدي وعيديد قيادة حكومات الوحدة الوطنية وتنافس كل منهما على قيادة إعادة بناء الدولة الصومالية.

### التحالف الوطني الصومالي
تحول جناح عيديد في التحالف الوطني الصومالي إلى التحالف الوطني الصومالي أو التحالف الوطني الصومالي. وخلال ربيع وصيف عام 1992 حاول جيش الرئيس السابق سياد بارس استعادة مقديشو ولكن الدفاع المشترك الناجح والهجوم المضاد من قبل جناح عيديد في التحالف الوطني الصومالي والحركة الوطنية الصومالية والحركة الوطنية الجنوبية الصومالية والحركة الديمقراطية الصومالية (جميعها متحدة تحت لواء جيش تحرير الصومال) لدفع آخر بقايا قوات بارس خارج جنوب الصومال إلى كينيا في 16 يونيو 1992 أدى إلى تشكيل الاتحاد السياسي المعروف باسم التحالف الوطني الصومالي. كان هذا الاستيعاب للمنظمات السياسية المختلفة أمرا بالغ الأهمية لنهج عيديد في تولي الرئاسة.
باعتباره زعيم التحالف الوطني الصومالي أعرب عيديد الذي يطمح إلى الرئاسة عن هدفه المتمثل في استخدام الجيش الوطني الصومالي كقاعدة للعمل نحو تشكيل حكومة مصالحة وطنية وادعى أنه يهدف أيضا إلى تحقيق ديمقراطية متعددة الأحزاب في نهاية المطاف. ولتحقيق هذه الغاية طالب عيديد وسعى إلى التوصل إلى اتفاقيات سياسية مع الفصيلين الرئيسيين المتبقيين الوحيدين الحركة الوطنية الصومالية وجبهة الإنقاذ الديمقراطية الصومالية لترك منافسه الرئيسي علي مهدي محمد معزولا في جيب في شمال مقديشو.
كانت قبضة عيديد على السلطة في الجيش الوطني الصومالي هشة حيث كانت قدرته على فرض القرارات على المنظمة محدودة. كان مجلس الشيوخ يتولى سلطة اتخاذ القرار بشأن معظم القضايا المهمة وأُجريت انتخابات هددت رئاسة عيديد.

## تدخل الأمم المتحدة
في أبريل 1992 تدخلت الأمم المتحدة في الصومال وأنشأت قوة الأمم المتحدة في الصومال الأولى. وفي 3 ديسمبر 1992 أقر مجلس الأمن التابع للأمم المتحدة بالإجماع قراره رقم 794 والذي وافق على تشكيل تحالف بقيادة الولايات المتحدة. وبتشكيل قوة المهام الموحدة تم تكليف التحالف بمهمة ضمان الأمن حتى يتم نقل الجهود الإنسانية إلى الأمم المتحدة.
عارض عيديد في البداية علنا نشر قوات الأمم المتحدة في الصومال لكنه رضخ في النهاية. كان هو والأمين العام للأمم المتحدة بطرس غالي يحتقران بعضهما البعض. قبل أن يصبح أمينا عاما كان بطرس غالي دبلوماسيا مصريا دعم الرئيس سياد بري ضد المجلس الصومالي الموحد في أواخر الثمانينيات وأوائل التسعينيات.
في يناير 1993 طلب الممثل الخاص للأمم المتحدة في الصومال عصمت كتاني من عيديد الحضور إلى مؤتمر أديس أبابا للسلام المقرر عقده في مارس.

## إعلان الرئاسة
أعلن عيديد نفسه رئيسا للصومال في يونيو 1995. ومع ذلك لم يحظ إعلانه بأي اعتراف دولي حيث تم انتخاب منافسه علي مهدي محمد بالفعل رئيسا مؤقتا في مؤتمر عقد في عام 1991 في جيبوتي واعترف به المجتمع الدولي على هذا النحو.

## وفاته
في 24 يوليو 1996 اشتبك عيديد ورجاله مع قوات حليفيهم السابقين علي مهدي محمد وعثمان علي عاتو. كان عتو من المؤيدين والممولين السابقين لعيديد ومن نفس العشيرة. كان عتو هو العقل المدبر لهزيمة عيديد. أصيب عيديد بطلق ناري في المعركة التي تلت ذلك. توفي لاحقا بنوبة قلبية في 1 أغسطس 1996 إما أثناء أو بعد الجراحة لعلاج إصاباته.

## العائلة
خلال الفترة التي سبقت الحرب الأهلية طلبت زوجة عيديد خديجة جورهان اللجوء في كندا عام 1989 واصطحبت معها أطفالهما الأربعة. وذكرت وسائل الإعلام المحلية بعد فترة وجيزة أنها عادت إلى الصومال للإقامة لمدة خمسة أشهر بينما كانت لا تزال تتلقى مدفوعات الرعاية الاجتماعية. واعترفت جورهان في مقابلة بتلقي الرعاية الاجتماعية وسافرت لفترة وجيزة إلى الصومال في أواخر عام 1991. ومع ذلك تم الكشف لاحقا عن أنها منحت وضع المهاجرة في يونيو 1991 مما جعلها مقيمة قانونية في كندا. بالإضافة إلى ذلك تمت الإطاحة بالرئيس بري منافس عيديد في يناير من ذلك العام. وقد ضمن هذا تماما أن رحلة جورهان التي استمرت خمسة أشهر لن تقوض طلبها الأولي عام 1989 بوضع اللاجئ. كما خلص تحقيق رسمي أجراه مسؤولو الهجرة الكنديون في الادعاءات إلى أنها حصلت على أوراق هبوطها من خلال العمليات القانونية العادية.
هاجر حسين محمد فرح عيديد نجل الجنرال عيديد إلى الولايات المتحدة عندما كان يبلغ من العمر 17 عاما. بعد أن أمضى 16 عاما في البلاد أصبح في النهاية مواطنا متجنسا ثم جنديا في قوات مشاة بحرية الولايات المتحدة خدم في الصومال. بعد يومين من وفاة والده أعلن التحالف الوطني الصومالي فوز فرح كرئيس جديد على الرغم من أنه لم يتم الاعتراف به دوليا أيضا.

## محمد فرح عيديد في الثقافة
أمر الرئيس الأمريكي بيل كلينتون بسحب القوات الأمريكية من الصومال سنة 1994م، وقد تم عمل فيلم بعنوان سقوط الصقر الأسود عن القتال في الصومال سنة 2001.